# Svante Carlson
Stig Svante Carlson, född 29 april 1935 i Avesta, död 6 februari 2014 i Kristinehamn, var en svensk jurist som var lagman i Kristinehamns tingsrätt från 1990 till 2000.
Carlson utsågs till rådman i Kristinehamns tingsrätt 11 oktober 1979 och utsågs 19 april 1990 till dess lagman.